# Puerto Octay
Puerto Octay is een gemeente in de Chileense provincie Osorno in de regio Los Lagos. Puerto Octay telde 8.999 inwoners in 2017.